# Интервал (топографија)
Интервал је хоризонтално растојање између две основне суседне изохипсе, на топографској карти. За разлику од еквидистанце, интервал нема константну вредност на целој карти.
Вредност интервала зависи од нагиба приказаног терена. Што је нагиб терена већи, интервал ће бити мањи. Изохипсе ће на том делу карте бити згуснуте, што је главни показатељ да је терен стрмог пада. За разлику од тога, на делу терена где је нагиб мањи, интервал ће имати већу вредност. Изохипсе су на том делу терена разређеније, што указује на то да падине приказане картом имају блажи пад.